# Любеч (Польща)
Любеч (пол. Lubiecz) — село в Польщі, у гміні Ґоліна Конінського повіту Великопольського воєводства.
Населення — 216 осіб (2011).
У 1975-1998 роках село належало до Конінського воєводства.

## Демографія
Демографічна структура станом на 31 березня 2011 року:
|          | Загалом | Допрацездатний вік | Працездатний вік | Постпрацездатний вік |
| -------- | ------- | ------------------ | ---------------- | -------------------- |
| Чоловіки | 100     | 24                 | 71               | 5                    |
| Жінки    | 116     | 26                 | 66               | 24                   |
| Разом    | 216     | 50                 | 137              | 29                   |